# Stara poczta w Augustowie
Stara poczta w Augustowie − zabytkowy klasycystyczny budynek dawnej poczty w Augustowie, wybudowany w 1829 według projektu Henryka Marconiego.
Augustów uzyskał pierwsze stałe połączenie pocztowe w czasie panowania pruskiego (1795–1807). W okresie Księstwa Warszawskiego w 1808 w Augustowie powstał urząd pocztowy (pocztamt), któremu podlegali m.in. ekspedytorzy w Suwałkach i Sejnach. W czasach Królestwa Kongresowego urząd w Augustowie stracił placówki na rzecz Suwałk. Miasto znalazło się jednak przy ważnym bitym trakcie kowieńskim, łączącym Warszawę z Petersburgiem, którym przewożono też pocztę (trakt stracił na znaczeniu po roku 1862, kiedy otwarto kolej Warszawsko-Petersburską).
Po utworzeniu województwa augustowskiego i powstaniu Kanału Augustowskiego w latach 20. i 30. XIX w. była planowana gruntowna przebudowa miasta, by mogło ono spełniać funkcję ośrodka administracyjnego. W tym celu zaprojektowano nowy plac w okolicach śluzy (teren dzisiejszego ronda Marconiego i pobliskiego parku), wokół którego miały powstać gmachy urzędów, w tym także budynek poczty. Poczta została wybudowana w 1829 według typowego wzoru Henryka Marconiego dla obsługi poczt na trakcie kowieńskim (podobny obiekt znajduje się m.in. w Szczuczynie). W 1830 powstał przy współudziale Marconiego nowy plan rozbudowy Augustowa. Zakładał on powiększenie i przebudowę dopiero co postawionego gmachu. Jednak w związku z zarzuceniem po powstaniu listopadowym planów umieszczenia w Augustowie władz województwa projekt modernizacji miasta nie został zrealizowany i budynek poczty pozostał w pierwotnej formie.
Kompleks pocztowy składał się z budynku głównego oraz dwóch oficyn. Mieściła się w nim stacja przeprzęgowa (16 koni), ekspedycja, pokoje dla specjalnych gości (z racji położenia miasta przy szlaku do Petersburga przez Augustów przejeżdżali m.in. car Mikołaj I oraz wielki książę Konstanty). Wozy i przesyłki kursowały do Warszawy, Kowna i Grodna. Ekstrapoczta docierała do Warszawy w 30 godzin, kurierska – 20 godzin. W 1867 władze carskie zlikwidowały samodzielność poczty Królestwa Polskiego, podporządkowując ją bezpośrednio Głównemu Zarządowi Poczt w Petersburgu. Placówka w Augustowie otrzymała nr 28.
W czasie II wojny światowej budynki poczty zostały zniszczone. Odbudowano je w 1963. W 1964 w środkowej części budynku uruchomiono hotel. Prawe skrzydło zajęła Powiatowa i Miejska Biblioteka Publiczna, lewe – Miejski Ośrodek Sportu i Rekreacji. W 1979 w miejscu hotelu ulokowano Państwową Szkołę Muzyczną I stopnia im. Emila Młynarskiego. W 1992 biblioteka przeprowadziła się do nowego gmachu i cały obiekt dawnej poczty zajęła szkoła muzyczna.